# 広島大学学部長殺人事件
広島大学学部長殺人事件（ひろしまだいがくがくぶちょうさつじんじけん）とは、1987年（昭和62年）7月21日から7月22日にかけて発生した殺人事件である。事件現場が大学の構内であった上に、後述の通り犯人が現場に不可思議な小細工をしていたことから、事件発生当時は「オカルト殺人」と呼ばれ大きく報道された。

## 事件の概要
1987年（昭和62年）7月22日の朝、広島県広島市中区の広島大学東千田キャンパス（当時）構内にあった総合科学部の学部長室で、学部長（当時61歳）が鋭利な刃物で胸と背中を４箇所刺され殺害されているのが発見された。死亡したのは前日7月21日の夜と推定された。
遺体は横向きに倒れていたが、遺体の首から下には毛髪が交じった黄色い砂がかけられ、遺体の周囲には、老眼鏡、入れ歯、煙草の吸殻、灰皿が30cm間隔に並べられていた。これは当時、一種の呪術ないし儀式的奇行と捉えられ、マスコミは「オカルト殺人」と騒いだ。当時の総合科学部では「中核派の犯行ではないか」「原理研究会（統一教会）の犯行に決まっている」などといった複数の噂が飛び交い、状況は混乱を極めた。

## 犯人の動機
広島中央警察署による捜査はしばらく難航していたかに見えたが、1987年10月2日に理学博士の同学部助手（当時44歳）を逮捕した。被疑者は1966年に広島大学理学部を卒業し、大学院博士課程を中退後、1970年11月に総合科学部の前身に当たる教養部に助手（現在の助教に相当）として就職し、その後博士号を取得した。しかし、被疑者は博士号を取得した後もずっと助手の地位のまま、17年間にわたって１度も昇進のチャンスを与えられることはなかった。このように地位の面では恵まれなかった一方、学生達の間では温厚な人柄で知られ、家庭では３人の男子の良き父親でもあったと言われる。
被疑者の専門分野は素粒子学であったが、1987年には同学部の素粒子学の教授２名が退官予定とされていたことから、ポストに空きが発生することにより自分が助教授（現在の准教授）に昇進できるものと期待していた。しかし、実際には被疑者が助教授に昇進することはなく、学部長の専門と同じ超電導の研究者が助教授に昇進することが決まった。そもそも殺害された学部長は1982年からその地位にあったが、学部長は被疑者と折り合いが悪く、被疑者は自分よりも若い助手が助教授に昇進するなど差別的な境遇に置かれていたため、以前から学部長に強い恨みを持っていたという。その挙げ句、前述のような被疑者にとって不当な人事が行われたことにより、被疑者は永年にわたって昇進のチャンスを奪われ続けてきた恨みがついに爆発し、学部長を殺害するに及んだという。ただし、被疑者が学部長に対して殺意を抱き始めたのは犯行の１年前からであり、凶器の刃物と毛髪を混ぜた砂も前もって準備していたという。
人事の発表が行われて２週間が経った７月21日の夜、総合科学部では学部長主催のビールパーティーが行われていたが、被疑者は招待されていなかった。この夜、被疑者は１年も前から準備していたという手製の刃物と毛髪を混ぜた砂の袋を持って学部長室に侵入し、部屋の電灯を消して学部長を待ち伏せていた。そして午後９時半を過ぎた頃、部屋に戻ってきた学部長の顔面を力まかせに殴り付けた上、前述のように胸と背中の合計４箇所を刺して死亡させた。遺体に毛髪を混ぜた砂をかけたのは、学部長に対する強い恨みから遺体を汚す目的と、警察の捜査を撹乱する目的のためであったという。しかし、砂の中に他人の毛髪だけでなく自分の毛髪も混ぜたことから足が付いた。そもそも夜間の大学に入るにはIDカードが必要であり、IDカードを持っている大学関係者自体が限られていたことと、被疑者が以前から総合科学部の人事に不満を抱いていたという情報から、警察が被疑者に疑いの目を向けたのは必然であったと言える。なお、被疑者は逮捕された後、広島中央警察署２階の留置場の洗面台に強く頭を打ち付けて自殺を図ったが、全治２週間程度の裂傷にとどまったという。
被疑者は1989年5月12日に広島地方裁判所で開かれた第15回公判で懲役14年の判決を受けた。本人は「潔く刑に服したい」として控訴せず、判決は確定した。